# William Hay, 3. Earl of Erroll

Wappen des Earl of Erroll

William Hay, 3. Earl of Erroll (* vor 1451; † 14. Januar 1507) war ein schottischer Adliger und Diplomat.

## Leben
Er war der jüngere Sohn des William Hay, 1. Earl of Erroll († 1461), aus dessen Ehe mit Lady Beatrix Douglas, Tochter des James Douglas, 7. Earl of Douglas. Beim kinderlosen Tod seines älteren Bruders Nicholas Hay, 2. Earl of Erroll, erbte er 1470 dessen Adelstitel als 3. Earl of Erroll, sowie das Erbamt des Lord High Constable of Scotland.
Unter König Jakob III. wurde er in den Kronrat aufgenommen und 1472 als Diplomat zu Friedensverhandlungen mit den Engländern entsandt, die 1474 in die Vereinbarung der Verlobung des Kronprinzen Jakob (IV.) mit Prinzessin Cecily of York, Tochter König Eduards IV. und eines Waffenstillstands für 45 Jahre mündeten.
1483 wurden dem zu seinen Besitzungen zählenden Ort Erroll Stadtrechte als Burgh of Barony verliehen. 1501 erwarb er das Gut Incheschiray und 1503 die feudale Baronie Glendovok, beide in Perthshire.
Als er 1507 starb, erbte sein ältester Sohn William seine Adelstitel.

## Ehe und Nachkommen
Im April 1492 heiratete er in erster Ehe Lady Isabella Gordon, Tochter des George Gordon, 2. Earl of Huntly. Mit ihr hatte er mindestens drei Kinder:
- William Hay, 4. Earl of Erroll (⚔ 1513), ⚭ (1) Christian Lyon, Tochter des John Lyon, 3. Lord Glamis, ⚭ (2) Margaret Kerr, Tochter des Andrew Kerr of Auldtounburn and Cessford;
- Thomas Hay, Laird of Logie (⚔ 1513), ⚭ Margaret Logie, Tochter des Lyon Logie of that Ilk;
- Beatrix Hay († vor 1505).

Im Oktober 1485 heiratete er in zweiter Ehe Lady Elizabeth Leslie († um 1510), Tochter des George Leslie, 1. Earl of Rothes. Mit ihr hatte er mindestens eine Tochter:
- Lady Elizabeth Hay, ⚭ 1500 David Lindsay, 8. Earl of Crawford.

Seine Witwe heiratete nach seinem Tod Sir William Edmondston, 4. Laird of Duntreath (⚔ 1513).